# Santiago Sierra
Santiago Sierra (* 1966 in Madrid) ist ein spanischer Konzeptkünstler.

## Leben und Werk
Sierra studierte Kunst in Madrid, an der Hochschule für Bildende Künste in Hamburg (1989–1991) bei B.J. Blume und in Mexiko-Stadt, wo er seit 1995 lebt.
Er sorgte immer wieder mit seinen gesellschaftskritischen Projekten für Aufsehen. Häufig thematisierte er Armut, Entlohnung und die dabei auch von ihm als Künstler ausgeübte Ausbeutung im Spiegel der etablierten Kunstszene. Befinden sich Betrachter und Kunstwerk in der Kunst traditionell in der Position von Subjekt (Kunstbetrachter) und Objekt (Werk), so wird diese Beziehung in Sierras Aktionen prekär – wenn nicht gar aufgehoben. Seine Praxis integriert die Betrachter in das Werk bzw. sie wird meist erst durch die Zuschauer und deren Reaktion und Imagination zur künstlerischen Praxis. Dass die Kunstbetrachter überwiegend aus bildungsnahen und finanziell gutsituierten Gesellschaftsschichten kommen, bezieht Sierra in die Wirkung seiner Arbeiten mit ein.
Sierra dokumentiert oftmals die von ihm konzipierten Aktionen fotografisch bzw. mit Video.

### Werke von 1998 bis 2005
Sierra versperrte 1998 eine Kreuzung Mexiko-Stadts und legte so den Verkehr lahm.
Auch ließ er Männer gegen Bezahlung masturbieren; 1999 tätowierten sich gegen einen geringen Lohn sechs junge Kubaner eine Linie auf den Rücken. Im Jahr 2000 wiederholte er diesen Ansatz mit Línea de 160 cm tatuada sobre quatro personas auf die Rücken von vier heroinabhängigen jungen Prostituierten. Die Frauen erhielten 12.000 Pesetas, was dem Preis einer Heroindosis entsprach.
Bei einer anderen Aktion harrten Arbeiter gegen Bezahlung unter Pappkartons aus. In einer Zürcher Galerie ließ er 2001 vier Geflüchtete ohne Arbeitserlaubnis, die somit keine andere Möglichkeit zum Gelderwerb hatten, abwechselnd ein extrem schweres Gewicht auf ihren Schultern tragen. Diese Performance nannte er Forma de 600 × 57 × 52 cm contruida para ser mantenido en perpendicular a una pared.
Bei der Eröffnung der Biennale in Venedig im Jahr 2001 färbte er 133 Immigranten die Haare blond und zahlte ihnen je 60 Dollar dafür. Sie sollten so als Europäer gelten. Videos der Aktion stellte Sierra aus. Auf der spanischen Seite der Straße von Gibraltar bezahlte er im Jahr 2002 ausgesuchte Einwanderer aus Afrika für die Aushebung von Erdlöchern.
Auch ließ Sierra im Jahr 2003 den Pavillon Spaniens bei der Biennale in Venedig zumauern und bewachen. Nur gegen Vorlage eines spanischen Passes durfte das leere Gebäude betreten werden. Eindrucksvoll wurde so die globalisierte Welt und der Umgang mit Migration entlarvt.
Im Jahr 2005 sorgte Sierra erneut für Aufsehen, als er in der hannoverschen Kestnergesellschaft einen Raum mit Schlamm füllte. Den Besuchern wurden Gummistiefel bereitgestellt, mit denen sie in der Installation umherwaten durften. Das Projekt Haus im Schlamm sollte an die Arbeitsbeschaffungsmaßnahme zur Aushebung des Maschsees in den 1930er Jahren durch etwa 1650 erwerbslose Hannoveraner erinnern. Entgegen ersten Überlegungen wurden bei Sierras Installation weder so genannte 1-Euro-Arbeiter (Arbeitsgelegenheiten mit Mehraufwandsentschädigung) noch Originalschlamm aus dem Maschsee verwendet. Erstes verhinderten Vorgaben der Bundesagentur für Arbeit, zweites eine Bakterienbelastung des Maschseeschlamms.

### Projekte zur deutschen Vergangenheit

#### 245 KubikmeterundThe Punished(Die Gestraften) (2006)
In die Stommeler Synagoge in Pulheim leitete er 2006 im Rahmen des Projektes 245 Kubikmeter die Abgase von sechs Autos und machte sie auf diese Weise zu einer Gaskammer. Besucher konnten den Bereich mit einer Atemschutzmaske und in Begleitung eines Feuerwehrmanns einzeln begehen. Ziel war es, gegen die Banalisierung der Erinnerung an den Holocaust anzugehen und „das chronische und instrumentalisierte Schuldgefühl“ zu thematisieren. Der Zentralrat der Juden in Deutschland kritisierte die Aktion scharf als „niveaulos“ und „Beleidigung der Opfer“. In der Synagoge findet man sich allein, nur von einem Feuerwehrmann im Hintergrund beobachtet. Das eigene Atemgeräusch und das des Feuerwehrmanns ist zu hören und der Blick aus der Atemmaske fällt auf den Raum mit den sechs Schläuchen, durch die das giftige Kohlenmonoxid in die Synagoge geleitet wird. Obwohl der Pulheimer Bürgermeister Karl August Morisse die Aktion zuerst verteidigt hatte, wurde sie von der Stadt gestoppt. Der Künstler kündigte an, sich in einer Diskussion mit den Kritikern auseinanderzusetzen.

##### Reaktionen zu dem Projekt245 Kubikmeter
Daniel Kothenschulte FR:

„Wenn nun Autoabgase in die Stommelner Synagoge geleitet werden, heißt das nicht, dass hier eine absurde Erfahrung simuliert werden soll. Es geht vielmehr darum, einen Ort unbegehbar zu machen, weil man ihn vorübergehend an den Tod vermietet hat.“

Wenke Husmann (Die Zeit):

„Es ist keine Schande, als Künstler Selbstmarketing zu betreiben. Aber man kann den Eindruck gewinnen, hier werde eine Geschmacklosigkeit damit gerechtfertigt, dass sie sich an dem Holocaust-Gedenken reibt.“

Christoph Schlingensief im Interview mit dem Kölner Stadt-Anzeiger:

„Das kann man nicht Kunst nennen. Ein Kunstwerk muss sprechen können, dieses Werk ist in sich schon verstummt. Selbst einem alten ‚Provokationshasen‘ wie mir ist das zu platt. Diese Aktion banalisiert die Aktionen, die Sierra vorher gemacht hat. Sie ist banal, einfach daneben, blöd. Er soll seine Autos vor den Reichstag stellen und das Gas da reinleiten. Die Politiker könnten sich dann in Gasmasken entrüsten. Mal sehen, was dann los wäre. Die Aktion in der ehemaligen Synagoge von Stommeln ist zu dicht dran.“

#### The Punished
Nur kurz nach dem Start des „Gaskammerprojekts“ in Pulheim bei Köln begann anlässlich der Kunstmesse „Fine Art Fair Frankfurt“ das Projekt „The Punished“. Auch hier setzt sich Sierra mit der deutschen Verantwortung für den Holocaust auseinander. An zehn verschiedenen Orten Frankfurts stellen sich ältere Personen gegen Bezahlung vom 15. bis 19. März 2006 für jeweils vier Stunden symbolisch in die Ecke (aus Scham).

### Weitere Arbeiten
Im Jahr 2012 entstand als erste permanente Arbeit im öffentlichen Raum The Black Cone, Monument To Civil Disobediencevor dem isländischen Parlament in Reykjavík. Für Arnsberg entwarf er 2015 die minimalistische Lichtinstallation The Debt.
Im Februar 2018 wurde eine Serie von 24 verpixelten Schwarz-Weiß-Fotos mit dem Titel „Politische Gefangene in Spanien“ auf Druck der Leitung der Madrider Messegesellschaft (Ifema) aus der Verkaufsausstellung der Kunstmesse ARCO Madrid entfernt. Auf den Schildern unter den Bildern standen die Namen von real existierenden Personen, darunter von drei Aktivisten der katalanischen Unabhängigkeitsbewegung: Jordi Cuixart, Jordi Sànchez und Oriol Junqueras, die sich seit Herbst 2017 in Untersuchungshaft befanden. Das Vorgehen der Ifema führte zu einem Proteststurm in den spanischen Medien; Sierra sprach von einem „Akt der Zensur“.

## Ausstellungen
- 2002: Anheuern und Anordnen von 30 Arbeitern nach ihrer Hautfarbe und The Displacement of a Cacerolada, Kunsthalle Wien (Kat.)
- 2013: Santiago Sierra: Skulptur, Fotografie, Film, Deichtorhallen, Hamburg (Kat.)[7]

## Preise
2010 sollte Santiago Sierra den Spanischen Nationalpreis Premio Nacional de Artes Plásticas de España erhalten. Er lehnte den mit 30.000 Euro dotierten Preis jedoch ab, u. a. mit den Worten „Dieser Preis instrumentalisiert das Prestige des Prämierten zugunsten des Staates.“ Einem anderen Künstler gegenüber äußerte er, dass er von seiner Arbeit lebe, und nicht davon, den Mächtigen die Eier zu lecken.